# Юлиана (поэма)
Юлиана (др.-англ. Juliana) — поэма на древнеанглийском языке, приписываемая поэту Кюневульфу. Основана на латинских житиях мученицы Юлианы.
Правитель Никомедии, язычник Хелисий, хочет жениться на христианке Юлиане. Но девушка отказывает ему. Хелисий сначала пытается соблазнить её подарками; потерпев неудачу, он приказывает заключить Юлиану в темницу и наутро казнить. Ночью Юлиане является дьявол в облике ангела и пытается склонить святую к браку с Хелисием. Однако Юлиана побеждает его и подчиняет себе: дьявол вынужден раскрыть свои «профессиональные тайны» и рассказать о том, какими способами нечистая сила искушает людей. Наутро Юлиану подвергают мучениям и отрубают ей голову. Хелисий через несколько дней гибнет в кораблекрушении.